# Trygve Lie
Trygve Halvdan Lie (ur. 16 lipca 1896 w Oslo, zm. 30 grudnia 1968 w Geilo) – norweski polityk, sekretarz generalny ONZ w latach 1946–1952.

## Zarys biografii
Przed II wojną światową był jednym z przywódców Norweskiej Partii Pracy, był w rządzie, gdzie zajmował stanowiska ministerialne. Po inwazji Niemiec na Norwegię w obawie przed prześladowaniami hitlerowskimi wyjechał do Wielkiej Brytanii, gdzie został ministrem spraw zagranicznych w emigracyjnym rządzie norweskim. Rok po zakończeniu wojny (1 lutego 1946 r.) został sekretarzem generalnym ONZ.
W 1950 w czasie wojny koreańskiej wysłał wojska ONZ do Korei, co spotkało się z ostrym sprzeciwem ZSRR. Rząd radziecki przestał uważać go za przywódcę ONZ. W 1952 pod wpływem USA musiał zrezygnować z tej funkcji ze względu na sprzeciw USA, które oskarżały go o zatrudnianie w ONZ komunistów i obywateli krajów, działających na szkodę Stanów Zjednoczonych. Następnie zajmował eksponowane stanowiska w rządzie norweskim, w latach 1953–1964 był ministrem przemysłu, a następnie handlu i żeglugi.